# جواو فان زيلر
جواو فـان زيلر (29 مارس 1990 - ) هو لاعب كرة قدم برتغالي في مركز الهجوم.

## وصلات خارجية
- جواو فـان زيلر على موقع قاعدة بيانات كرة القدم.إي يو (الإنجليزية)
- جواو فـان زيلر على موقع Soccerway.com (الإنجليزية)